# 岡山県立倉敷まきび支援学校
岡山県立倉敷まきび支援学校（おかやまけんりつ くらしきまきびしえんがっこう）は、岡山県倉敷市真備町に所在する特別支援学校。知的障害部門と肢体不自由部門を併置し、学部は小学部・中学部・高等部を設置している。

## 概要
本校には、知的障害部門と肢体不自由部門があり、それぞれに小学部・中学部・高等部を設置している。
知的障害部門の高等部には「生活コース」と「職業コース」があり、職業コースは「流通サービス」「フードサービス」「環境サービス」の3つの分野に分かれている。職業コースは岡山県全域を通学対象としている。

## 生徒数
| 部門                    | 小学部 | 中学部 | 高等部 | 合計  |
| ----------------------- | ------ | ------ | ------ | ----- |
| A部門（知的障害部門）   | 123名  | 51名   | 160名  | 334名 |
| B部門（肢体不自由部門） | 18名   | 11名   | 7名    | 36名  |
| 合計（生徒数）          | 141名  | 62名   | 167名  | 370名 |
| 教職員数                | 207名  | 207名  | 207名  | 207名 |

## 通学区域
知的障害部門
小学部・中学部・高等部生活コース
- ももぞの学園入所者
- 倉敷市
  - 玉島東、玉島西、玉島北、黒崎、船穂、真備東、真備中学校区
  - 万寿、中洲、中庄、菅生、庄、西阿知小学校区
  - 調整区域：倉敷東、倉敷西、老松、万寿東、大高、倉敷南、中島、旭丘、連島北小学校区（希望により、本校または倉敷市立倉敷支援学校を選択可能）
- 総社市
- 高梁市
- 吉備中央町（旧賀陽町のみ）

高等部職業コース
- 岡山県全域

肢体不自由部門・訪問教育
- 倉敷市
  - 玉島東、玉島西、玉島北、黒崎、船穂、真備東、真備中学校区
- 総社市
- 高梁市
- 吉備中央町（旧賀陽町のみ）

## スクールバスコース
- ももぞのコース[3]
- 総社コース
- 高梁コース
- 倉敷北コース
- 倉敷西コース
- 玉島コース

## 学校間交流
- 倉敷市立箭田小学校

## 所在地
〒710－1301 倉敷市真備町箭田4682-1

## アクセス
- 井原鉄道「吉備真備駅」から南へ徒歩3分